# 周卫健
周卫健（1953年3月23日—），女，籍贯河南南乐，生于贵州贵阳，中科院院士，中国第四纪地质学家，中国科学院地球环境研究所黄土与第四纪地质国家重点实验室主任。

## 生平
周卫健籍贯河南南乐，出生于贵州贵阳。1976年毕业于贵州大学外语系，1995年在西北大学地质系获博士学位，获全国首届百篇优秀博士学位论文。现任中国第四纪科学研究会副理事长，Radiocarbon编委。2018年2月24日，当选为第十三届全国人大代表。